# Nanofóssil calcário
Nanofóssil calcário é um termo que designa qualquer partícula carbonatada biogénica de dimensão inferior a 63 µm, que após sofrer diagénese é passível de ser recuperada no registo geológico. 
Os nanofósseis calcários são um tipo particular de fóssil e correspondem, na sua grande maioria, aos vestígios fossilizados de organismos fitoplanctónicos tais como o nanoplâncton calcário, alguns dinoflagelados, grupos de afinidade incerta e espículas calcárias de ascídias (tunicados). 
O seu registo geológico estende-se desde o período Triássico (cerca de 223 Ma) à actualidade. São um dos principais actores no ciclo global do carbono, uma vez que a produção do revestimento calcítico das células de fitoplâncton envolve a subtracção de carbonato de cálcio dissolvido na água do mar e a sua deposição e posterior enterramento nos leitos oceânicos. 
São extraordinariamente úteis como marcadores biostratigráficos, como indicadores paleoecológicos e paleoceanográficos, devido à sua rápida evolução sobretudo durante o Mesozóico, e à sua distribuição global por todos os ambientes de água salgada, salobra e em alguns casos de água doce.